# Bilancio energetico Sole-Terra

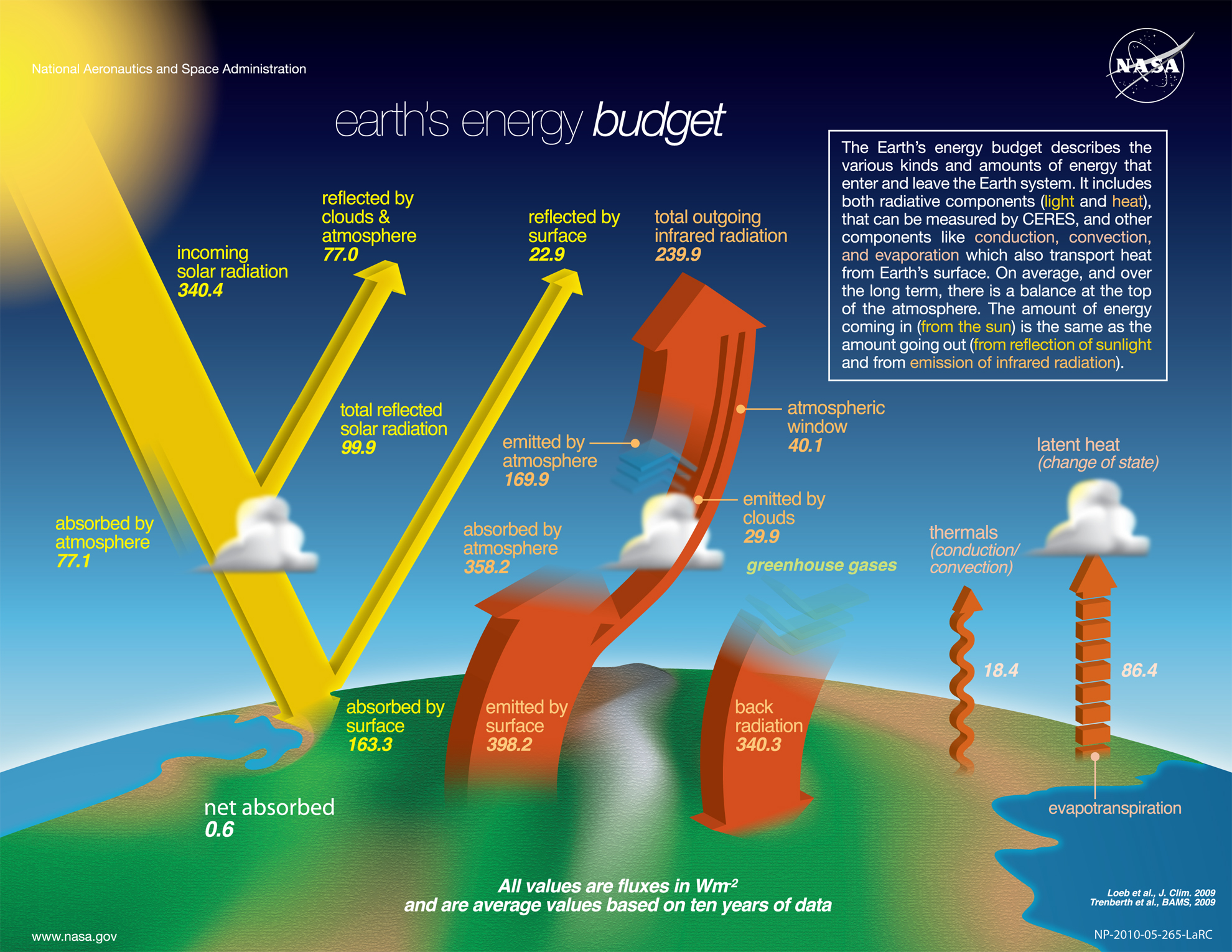
Il clima della Terra è in gran parte determinato dal bilancio energetico del pianeta, ad esempio dall'equilibrio delle radiazioni in entrata e in uscita. Viene misurato dai satelliti e mostrato in W / m ^{2}.

Il bilancio energetico Sole-Terra rappresenta l'equilibrio tra l'energia che la Terra riceve dal Sole e l'energia che la Terra irradia nello spazio esterno dopo essere stata distribuita in tutti e cinque i componenti del sistema climatico terrestre e aver così alimentato il cosiddetto motore termico terrestre. Questo sistema è composto da acqua della terra, ghiaccio, atmosfera, crosta rocciosa e tutti gli esseri viventi.
La quantificazione delle variazioni di queste quantità è necessaria per modellare accuratamente il clima terrestre.
Le radiazioni assorbite sono distribuite in modo non uniforme sul pianeta, perché il Sole riscalda le regioni equatoriali più delle regioni polari. "L'atmosfera e l'oceano lavorano senza sosta per compensare gli squilibri del riscaldamento solare attraverso l'evaporazione dell'acqua di superficie, la convezione, le precipitazioni, i venti e la circolazione oceanica". La Terra è molto vicina ad essere in equilibrio radiativo, la situazione in cui l'energia solare in ingresso è bilanciata da un uguale flusso di calore verso lo spazio; in questa condizione, le temperature globali si mantengono relativamente stabili. A livello globale, nel corso dell'anno, il sistema Terra (terre emerse, oceani e atmosfera) assorbe e poi irradia nello spazio una media di circa 340 watt di energia solare per metro quadrato. Qualsiasi cosa che aumenti o diminuisca la quantità di energia in entrata o in uscita modificherà di conseguenza le temperature globali.
Tuttavia, il bilancio energetico della Terra e i flussi di calore dipendono da molti fattori, come la composizione atmosferica (principalmente aerosol e gas serra), l'albedo (riflettività) della superficie, la copertura nuvolosa, la vegetazione e i diversi tipi di utilizzo del territorio.
Le più recenti misurazioni mostrano che iI totale delle radiazioni infrarosse in uscita è inferiore al totale delle radiazioni solari entranti. La differenza viene accumulata nel sistema Terra come energia interna, causando aumenti di temperatura media della superficie e una progressiva fusione dei ghiacci.
Le variazioni della temperatura sulla superficie dovute al bilancio energetico della Terra non si verificano istantaneamente, a causa dell'inerzia degli oceani e della criosfera. Il flusso termico netto viene attenuato soprattutto diventando parte del calore contenuto nell'oceano, fino a quando non si stabilisce un nuovo stato di equilibrio tra le radiazioni e la risposta climatica.

## Bilancio energetico

Un diagramma di Sankey che illustra il bilancio energetico della Terra. Lo spessore della linea è proporzionale alla quantità relativa di energia.

Nonostante gli enormi trasferimenti di energia da e verso la Terra, essa mantiene una temperatura relativamente costante perché, nel complesso, c'è poco guadagno o perdita netta: La Terra emette nello spazio, attraverso la radiazione atmosferica e terrestre (spostata su lunghezze d'onda elettromagnetiche più lunghe), circa la stessa quantità di energia che riceve attraverso l'insolazione (tutte le forme di radiazione elettromagnetica).
Per quantificare il bilancio termico della Terra, bisogna far sì che l'insolazione ricevuta nella parte superiore dell'atmosfera sia di 100 unità (100 unità = circa 1.360 watt per metro quadrato rivolto verso il sole), come mostrato nell Diagramma di Sankey. Conosciuto come albedo della Terra, circa 35 unità sono riflesse nello spazio: 27 dall'alto delle nuvole, 2 dalla neve e dalle aree coperte di ghiaccio, e 6 da altre parti dell'atmosfera. Le 65 unità rimanenti sono assorbite: 14 nell'atmosfera e 51 dalla superficie terrestre. Queste 51 unità sono irradiate nello spazio sotto forma di radiazione terrestre: 17 irradiate direttamente nello spazio e 34 assorbite dall'atmosfera (19 attraverso il calore latente di condensazione, 9 per convezione e turbolenza e 6 direttamente assorbite). Le 48 unità assorbite dall'atmosfera (34 unità dalla radiazione terrestre e 14 dall'insolazione) vengono infine irradiate nello spazio. Queste 65 unità (17 dal suolo e 48 dall'atmosfera) bilanciano le 65 unità assorbite dal sole per mantenere a zero il guadagno netto di energia della Terra.

### Energia radiante in entrata (onde corte)
La quantità totale di energia ricevuta al secondo nella parte superiore dell'atmosfera terrestre (TOA, Top-of-Atmosphere) è misurata in watt ed è data dalla costante solare moltiplicata per la sezione trasversale della Terra. Poiché l'area della superficie di una sfera è quattro volte l'area della sua sezione trasversale (cioè l'area di un cerchio), il flusso medio TOA è un quarto della costante solare e quindi è di circa 340 W/m². Poiché l'assorbimento varia a seconda della posizione e delle variazioni diurne, stagionali e annuali, i numeri citati sono medie a lungo termine, tipicamente calcolate da misurazioni satellitari multiple.
Dei ~340 W/m² di radiazione solare ricevuta dalla Terra, una media di ~77 W/m² viene riflessa nello spazio dalle nuvole e l'atmosfera e ~23 W/m² viene riflessa dall'albedo di superficie, lasciando ~240 W/m² di energia solare in ingresso al bilancio energetico della Terra. Questo dà alla terra un'albedo netto medio di 0,29.

### Il calore interno della terra e altri piccoli effetti
Il flusso di calore geotermico proveniente dall'interno della Terra è stimato in 47 terawatt e si ripartisce approssimativamente in parti uguali tra il calore radiogeno e il calore residuo della formazione della Terra. Ciò equivale a 0,087 watt/m2, che rappresenta solo lo 0,027% del bilancio energetico totale della Terra in superficie, dominato da 173.000 terawatt di radiazione solare in entrata.
La produzione di energia umana è ancora più bassa, stimata in 18 TW.
La fotosintesi ha un effetto maggiore: l'efficienza fotosintetica trasforma in biomassa fino al 2% della luce solare che colpisce le piante. Da 100 a 140 TW (circa lo 0,08%) dell'energia iniziale viene catturata dalla fotosintesi, dando energia alle piante.
Altre fonti minori di energia vengono generalmente ignorate in questi calcoli, tra cui l'accumulo di polvere interplanetaria e vento solare, la luce di stelle diverse dal Sole e la radiazione termica dallo spazio. In passato, Joseph Fourier aveva sostenuto in un documento spesso citato come il primo sull'effetto serra, che la radiazione nello spazio profondo era significativa.

### Radiazioni a onde lunghe
La radiazione a onde lunghe è solitamente definita come energia infrarossa in uscita dal pianeta. Tuttavia, inizialmente l'atmosfera assorbe parti o la copertura nuvolosa può riflettere le radiazioni. Generalmente, l'energia termica è trasmessa all'atmosfera dagli strati superficiali del pianeta (terra e oceano), trasportata tramite evapotraspirazione e flussi di calore latente o processi di conduzione/convezione. In definitiva, l'energia viene irradiata nello spazio sotto forma di radiazione infrarossa a onde lunghe.
Recenti osservazioni satellitari indicano precipitazioni aggiuntive, sostenute da un aumento di energia che lascia la superficie attraverso l'evaporazione (il flusso di calore latente), compensando gli aumenti del flusso di onde lunghe in superficie.

## Lo squilibrio energetico della Terra
Se il flusso di energia in entrata non è uguale al flusso di energia in uscita, il calore netto viene aggiunto o perso dal pianeta (se il flusso in entrata è rispettivamente più grande o più piccolo del flusso in uscita).

### Misurazione indiretta
Uno squilibrio deve manifestarsi nel riscaldamento o raffreddamento della Terra (a seconda della direzione dello squilibrio), e l'oceano, essendo il più grande serbatoio termico della Terra, è il principale candidato per le misurazioni.
Le misurazioni dello squilibrio energetico della terra fornite dai galleggianti Argo hanno rilevato un accumulo di calore oceanico (OHC). Lo squilibrio stimato è stato misurato durante un minimo solare intenso del 2005-2010 di 0,58±0,15 W/m². Questo livello di dettaglio non può essere dedotto direttamente dalle misurazioni dei flussi di energia superficiale, che hanno combinato una incertezza dell'ordine di ±17 W/m².

### Misurazione diretta
Diversi satelliti misurano indirettamente l'energia assorbita e irradiata dalla Terra e per deduzione dello squilibrio energetico. Il progetto della NASA Earth Radiation Budget Experiment (ERBE) coinvolge tre di questi satelliti: il satellite Earth Radiation Budget Satellite (ERBS), lanciato nell'ottobre 1984; NOAAA-9, lanciato nel dicembre 1984; e NOAAA-10, lanciato nel settembre 1986.
Oggi gli strumenti satellitari che compongono il progetto CERES, parte del sistema Earth Observing System della NASA (EOS), sono progettati per misurare sia la radiazione solare riflessa che quella emessa dalla Terra.

## Effetto serra naturale

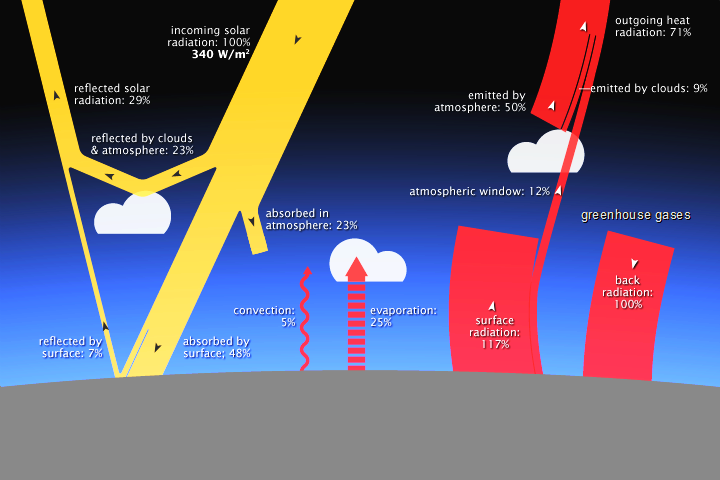
Diagramma che mostra il bilancio energetico dell'atmosfera terrestre, che include l'effetto serra.

I principali gas atmosferici (ossigeno e azoto) sono trasparenti alla luce solare in entrata, ma sono anche trasparenti alla radiazione termica (infrarossa) in uscita. Tuttavia, il vapore acqueo, l'anidride carbonica, il metano e altri gas sono opachi a molte lunghezze d'onda della radiazione termica. La superficie terrestre irradia l'equivalente netto del 17% dell'energia solare in entrata sotto forma di infrarossi termici. Tuttavia, la quantità che fuoriesce direttamente nello spazio è solo il 12% circa dell'energia solare in entrata. La frazione restante, dal 5 al 6%, viene assorbita dall'atmosfera dalle molecole di gas serra.

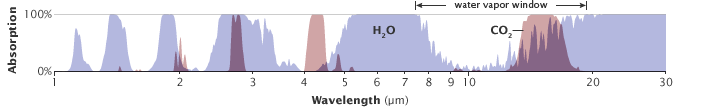
I gas atmosferici assorbono solo alcune lunghezze d'onda di energia, ma sono trasparenti ad altre. I modelli di assorbimento del vapore acqueo (picchi blu) e dell'anidride carbonica (picchi rosa) si sovrappongono in alcune lunghezze d'onda. L'anidride carbonica non è un gas serra forte come il vapore acqueo, ma assorbe l'energia nelle lunghezze d'onda (12-15 micrometri) che il vapore acqueo non assorbe, chiudendo parzialmente la "finestra" attraverso la quale il calore irradiato dalla superficie normalmente fuoriesce nello spazio. (Illustrazione NASA, Robert Rohde).

Quando le molecole di gas serra assorbono energia termica infrarossa, la loro temperatura aumenta. Questi gas irradiano quindi una maggiore quantità di energia termica infrarossa in tutte le direzioni. Il calore irradiato verso l'alto continua a incontrare molecole di gas serra; anche queste molecole assorbono il calore, la loro temperatura aumenta e la quantità di calore che irradiano aumenta. L'atmosfera si assottiglia con l'altitudine e, a circa 5-6 chilometri, la concentrazione di gas serra nell'atmosfera sovrastante è così sottile che il calore può fuggire nello spazio.
Poiché le molecole di gas serra irradiano energia infrarossa in tutte le direzioni, alcune di esse si diffondono verso il basso e alla fine ritornano sulla superficie terrestre, dove vengono assorbite. La temperatura della superficie terrestre è quindi superiore a quella che si avrebbe se fosse riscaldata solo con il riscaldamento solare diretto. Questo riscaldamento supplementare è il naturale effetto serra. È come se la Terra fosse coperta da una coperta che permette l'ingresso di radiazioni ad alta frequenza (luce solare), ma rallenta la velocità con cui l'energia radiante infrarossa a bassa frequenza emessa dalla Terra fuoriesce.

## Sensibilità climatica
Un cambiamento nella parte irradiata incidente il bilancio energetico è indicato come forzante radiativo.
La sensibilità climatica è il cambiamento di stato costante della temperatura di equilibrio come conseguenza di cambiamenti nel bilancio energetico.

### Forzanti climatiche e riscaldamento globale

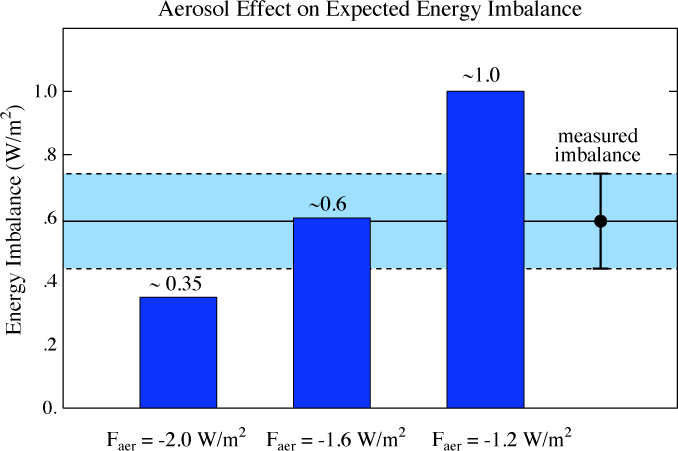
Sbilanciamento energetico terrestre previsto per tre scelte di forzatura climatica degli aerosol. Lo squilibrio misurato, vicino a, implica che la forzatura di aerosol è vicina a. (Credito: NASA/GISS).

Le forzature climatiche sono cambiamenti che causano l'aumento o la diminuzione delle temperature, alterando il bilancio energetico. Le forzature climatiche naturali includono cambiamenti nella luminosità del Sole, i cicli di Milanković (piccole variazioni nella forma dell'orbita terrestre e del suo asse di rotazione che si verificano nel corso di migliaia di anni) e le eruzioni vulcaniche che iniettano particelle che riflettono la luce fino alla stratosfera. Le forzature artificiali comprendono l'inquinamento da particelle (aerosol) che assorbono e riflettono la luce solare in entrata; la deforestazione, che cambia il modo in cui la superficie riflette e assorbe la luce solare; e l'aumento della concentrazione di anidride carbonica atmosferica e di altri gas serra, che diminuiscono la velocità con cui il calore viene irradiato nello spazio.
Una forzatura può innescare retroazioni che intensificano (retroazione positiva) o indeboliscono (retroazione negativa) la forzatura originale. Ad esempio, la perdita di ghiaccio ai poli, che li rende meno riflettenti, causa un maggiore assorbimento di energia e quindi aumenta la velocità di fusione del ghiaccio, è un esempio di retroazione positiva.
Lo squilibrio energetico planetario osservato durante il recente minimo solare mostra che la forzatura solare del clima, sebbene naturale e significativa, è sopraffatta dalla forzatura antropogenica del clima.
Nel 2012, gli scienziati della NASA hanno dichiarato che per fermare il riscaldamento globale il contenuto di CO2 nell'atmosfera dovrà essere ridotto a 350 ppm o meno, supponendo che tutti gli altri fattori climatici siano stabili. L'impatto degli aerosol antropogenici non è stato quantificato, ma si ritiene che i singoli tipi di aerosol abbiano notevoli proprietà di riscaldamento e raffreddamento.